# Ternärsökning
En ternärsökning är en teknik inom datavetenskap för att söka efter minimum eller maximum av en unimodal funktion (d.v.s. en funktion där detta minimum eller maximum är unikt). En ternärsökning avgör i vilken halva max- eller min-punkten befinner sig, och halverar sedan upprepat intervallet tills tillräcklig precision har uppnåtts. Det är ett exempel på en söndra och härska-algoritm.

## Algoritmen
Låt f(x) vara en unimodal funktion definierad på intervallet [i, j], med ett unikt maximum. Betrakta två punkter m1 och m2 sådana att i < m1 < m2 < j. 
Till exempel kan vi välja m1 = i + (j - i)/3, m1 = j  - (j - i)/3, eller m1 = (i + j)/2, m1 = (i + j)/2 + 1. 
Då finns två alternativ: 
Om f(m1) < f(m2) så finns extrempunkten i intervallet [m1 , j]. 
Om f(m1) > f(m2) så finns extrempunkten i intervallet [i, m2]. 
I båda fallen kan vi reducera intervallets storlek med en konstant faktor, och upprepa.

Tidskomplexitet
I ett diskret intervall bestående av {\displaystyle n} punkter, där m1 och m2 väljs som tredjedelar av intervallet, kommer körningstiden av algoritmen ges av
{\displaystyle T(n)=T(2n/3)+O(1)}
om {\displaystyle f} tar konstant tid att beräkna. Enligt mästarsatsen ger detta en tidskomplexitet på {\displaystyle \Theta (\log n)}

### Rekursiv algoritm
```
def
 
ternarySearch
(
f
,
 
left
,
 
right
,
 
absolutePrecision
):

    
'''

    left and right are the current bounds; 

    the maximum is between them

    '''

    
if
 
abs
(
right
 
-
 
left
)
 
<
 
absolutePrecision
:

        
return
 
(
left
 
+
 
right
)
/
2

    
leftThird
 
=
 
(
2
*
left
 
+
 
right
)
/
3

    
rightThird
 
=
 
(
left
 
+
 
2
*
right
)
/
3

    
if
 
f
(
leftThird
)
 
<
 
f
(
rightThird
):

        
return
 
ternarySearch
(
f
,
 
leftThird
,
 
right
,
 
absolutePrecision
)
 
    
else
:

        
return
 
ternarySearch
(
f
,
 
left
,
 
rightThird
,
 
absolutePrecision
)

```

### Iterativ algoritm
```
def
 
ternarySearch
(
f
,
 
left
,
 
right
,
 
absolutePrecision
):

    
"""

    Find maximum of unimodal function f() within [left, right]

    To find the minimum, reverse the if/else statement or reverse the comparison.

    """

    
while
 
True
:

        
#left and right are the current bounds; the maximum is between them

        
if
 
abs
(
right
 
-
 
left
)
 
<
 
absolutePrecision
:

            
return
 
(
left
 
+
 
right
)
/
2

        
leftThird
 
=
 
left
 
+
 
(
right
 
-
 
left
)
/
3

        
rightThird
 
=
 
right
 
-
 
(
right
 
-
 
left
)
/
3

        
if
 
f
(
leftThird
)
 
<
 
f
(
rightThird
):

            
left
 
=
 
leftThird

        
else
:

            
right
 
=
 
rightThird

```